# Конгоански франак
Конгоански франак је званична валута у Демократској Републици Конго. Скраћеница тј. симбол за франак је FC, међународна ознака CDF, а шифра валуте 941. Франак издаје Централна банка Конга. У 2011. години инфлација је износила 11%. Један франак се састоји од 100 центима.
Постоје новчанице у износима 1, 5, 10, 20, 50, 100, 200, 500, 1000, 5000 и 10.000 франака и кованице од 1, 5, 10, 20 и 50 центима.
Валута је основана 1998. године, заменивши дотадашњи заир.